# Якобьевка (Саратовская область)
Якобьевка — село в Петровском районе Саратовской области, входит в состав Берёзовского муниципального образования.

## География
Село находится на расстоянии примерно 19 км (по прямой) к юго-западу от города Петровск, административного центра района.

## История
Основана в 1830 году. В канун отмены крепостного права в деревне насчитывалось 56 дворов и 313 жителей. По данным 1910 года в Якобьевке насчитывалось 127 дворов и 825 жителей.

## Население
| 2010 |
| ---- |
| 42   |

### Национальный состав
Согласно результатам переписи 2002 года, в национальной структуре населения русские составляли 89 % из 44 чел.